# Styria (Słowenia)

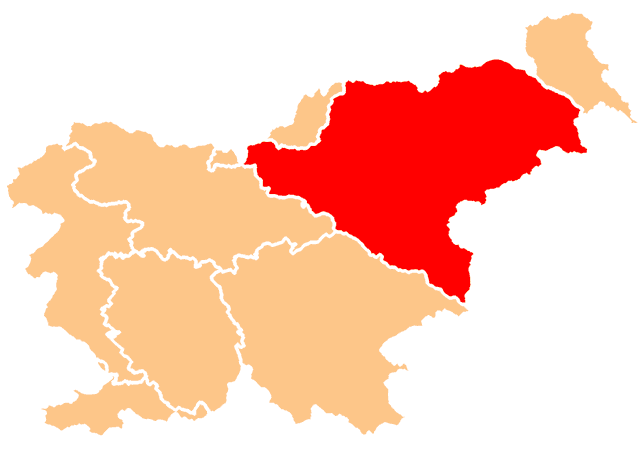
Dolna Styria jako kraina historyczna w Słowenii

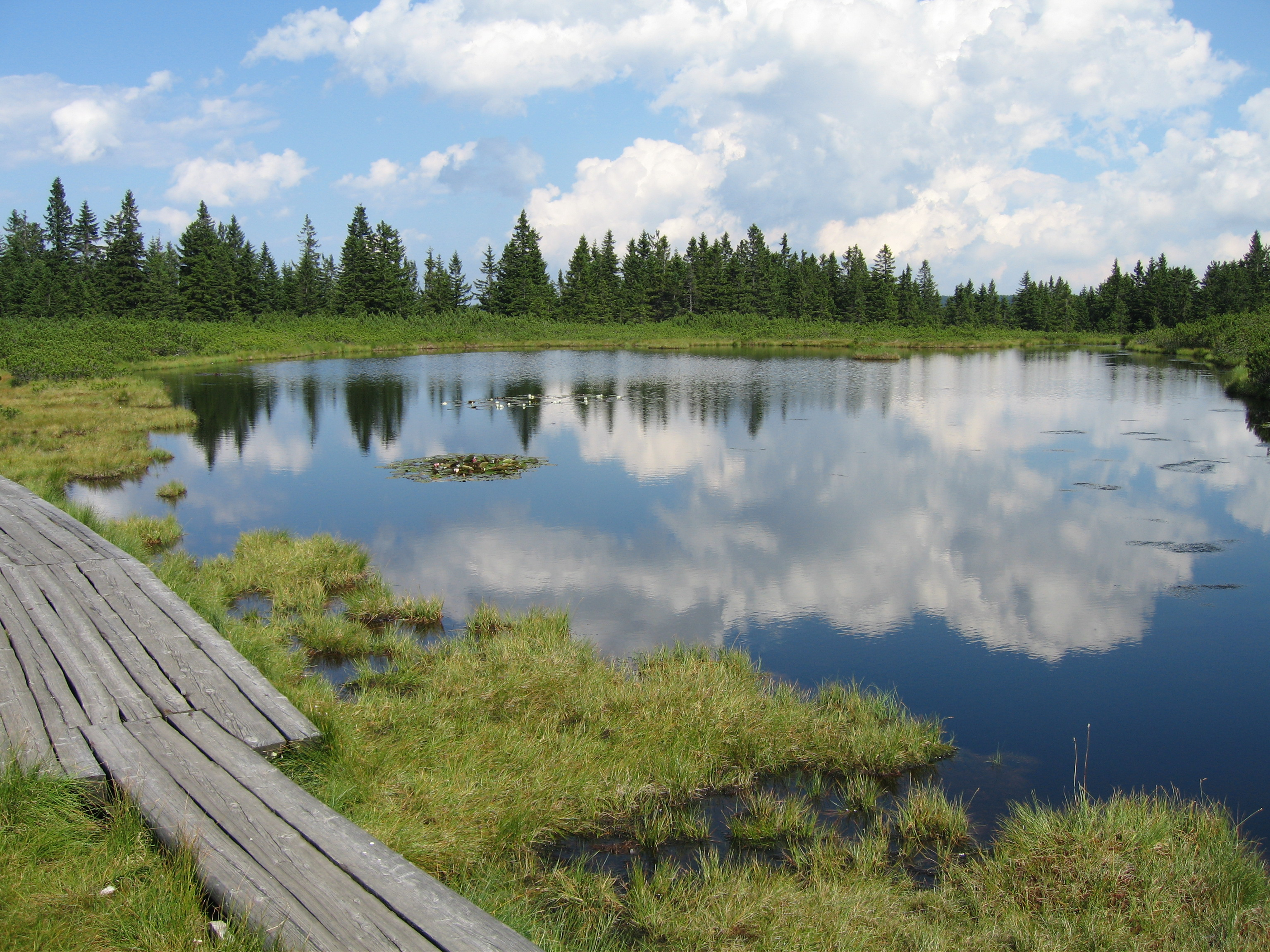
Jezioro Rybnica w Dolnej Styrii

Dolna Styria (słoweń. Spodnja Štajerska, niem. Untersteiermark) – kraina w Słowenii (południowa część większej krainy historycznej – Styrii). Jej głównym ośrodkiem miejskim jest Maribor.